# Pau de Westfàlia
La Pau de Westfàlia, també coneguda com la dels Tractats de Münster i Osnabrück, foren una sèrie de tractats que van posar fi a la Guerra dels Trenta Anys i oficialment reconeixien les Províncies Unides Holandeses i la Confederació Suïssa. El tractat espanyol (Osnabrück), que acabava la Guerra dels Vuitanta Anys, es va signar el 15 d'octubre de 1648. El tractat de Münster es va signar el 24 d'octubre de 1648 entre Ferran III del Sacre Imperi Romanogermànic (1608-1657), els altres prínceps del Sacre Imperi Romanogermànic, el Regne de França, i Suècia.
Sovint també se'n considera part el Tractat dels Pirineus, signat el 1659 per tal d'acabar la guerra entre França i Espanya, que cedí a França part de Catalunya, la Catalunya del Nord, i del País Basc.
Marca el començament de l'era moderna, amb el qual s'acaba el feudalisme i es passa a les relacions internacionals, així com el naixement de l'estat nació sobirà. Molts historiadors consideren que aquesta pau és el lloc on es crea l'estat nació.

## Context històric
Durant els segles xvi i xvii ens trobem enmig del màxim poder de l'Imperi Espanyol, amb Felip II i Felip III com a governants. A més a més, a nivell europeu domina la dinastia dels Habsburg, tant els espanyols com els austríacs.
El 1616 comença a Praga la Guerra dels Trenta Anys, que gràcies a aquesta pau s'acabarà. Però ja des del segle xvi Europa està en guerra —comencen les guerres de religió— i també hi haurà episodis de violència al segle xvii.
Amb aquest context de guerres des de feia un segles és molt important l'aparició d'aquest tractat, perquè després de molts anys de guerra els europeus podran respirar i viure tranquils almenys durant uns anys.
En el passat s'havien fet molts intents de concloure una pau entre Espanya i la República i s'havia fracassat sempre en dos aspectes, la sobirania a la qual Espanya no volia renunciar, i la situació dels catòlics a la República. A causa de la situació a mitjans de la dècada de 1640, Espanya ja no es va voler aferrar a aquestes posicions. La pau amb la República havia d'arribar a tota costa. Per això Espanya estava disposada a fer grans concessions.
L'agost de 1644, els exèrcits francesos i bavaresos es van trobar en la batalla de Freiburg en la qual ambdós bàndols van patir nombroses baixes. Convençut que la guerra ja no es podia guanyar, Maximilià I de Baviera va pressionar Ferran perquè acabés amb el conflicte. Poc després que les converses de pau es reiniciessin al novembre, l'exèrcit imperial de Gallas es va desintegrar i les restes es van retirar a Bohèmia, on van ser dispersats per Torstensson a la batalla de Jankov, prop de Praga el març de 1645. Al maig, una força bavaresa comandada per von Mercy va destruir un destacament francès a la batalla de Herbsthausen, abans de ser derrotat i mort per l'exèrcit de Lluís II de Borbó-Condé va derrotar l'exèrcit en la batalla de Nördlingen. Privat del suport imperial, Joan Jordi I de Saxònia va signar una treva de sis mesos amb Suècia al setembre, i al març de 1646 el tractat d'Eulenberg pel que va acordar mantenir-se neutral fins al final de la guerra. Els francesos a Renània comandats pel vescomte de Turenne i el suecs comandats per Wrangel, que havia substituït Torstensson, van envair Baviera per separat l'estiu de 1646, i Maximilià es va desesperar per posar fi a una guerra que va ser el principal responsable d'iniciar. Els espanyols van donar a conèixer l'oferta secreta de Mazzarino d'intercanviar la Catalunya ocupada pels francesos pels Països Baixos espanyols, i els holandesos, enfadats per aquesta duplicitat, van acordar una treva amb Espanya el gener de 1647 negociant els seus propis termes de pau. En no haver aconseguit adquirir els Països Baixos a través de la diplomàcia, Mazzarino va decidir fer-ho per la força i alliberar recursos, i el 14 de març de 1647 amb la tractat d'Ulm signada entre França, Suècia i Baviera, Baviera va renunciar a la seva aliança amb l'Imperi.
L'ofensiva francesa es va ensorrar quan les tropes de Turenne, majoritàriament alemanyes, es van amotinar i el general bavarès Johann von Werth es va negar a complir els acords d'Ulm. Encara que els amotinaments es van suprimir ràpidament, Maximilià es va sentir obligat a seguir l'exemple de Werth i al setembre va ordenar a von Bronckhorst-Gronsfeld que combines les restes de l'exèrcit de Baviera amb les tropes imperials sota von Holzappel. Superats en nombre per un exèrcit franco-suec dirigit per Wrangel i Turenne, van ser derrotats a la batalla de Zusmarshausen el maig de 1648 i von Holzappel va morir, tot i que el gruix de l'exèrcit imperial va escapar gràcies a una eficaç acció de rereguarda de Raimondo Montecuccoli, però Baviera va quedar indefensa una vegada més. Els suecs van enviar una segona força al comandament de Hans Christoff von Königsmarck per atacar Praga, apoderant-se del castell i del districte de Malá Strana al juliol. L'objectiu principal era aconseguir el major botí possible abans que acabés la guerra; no van aconseguir prendre el nucli antic però van capturar la biblioteca imperial, juntament amb tresors, inclòs el Còdex Gigas, ara a la Biblioteca Reial d'Estocolm. Quan una ofensiva espanyola a Flandes va acabar amb la derrota a la batalla de Lens l'agost de 1648, Ferran finalment va acordar els termes i el 24 d'octubre va signar la Pau de Westfàlia amb França i Suècia, posant fi a la guerra.

## Negociacions i acords
Les negociacions de pau van mantenir-se després de les converses inicials a les ciutats de Münster i Osnabrück, que són a uns 50 quilòmetres de distància, als estats que avui són Renània del Nord-Westfàlia i Baixa Saxònia. Aquestes ciutats van ser afavorides per Suècia, si bé els francesos havien proposat Hamburg i Colònia. Calien dos llocs atès que els líders protestants i catòlics van rebutjar trobar-se l'un amb l'altre. La ciutat de Münster va ser utilitzada pels catòlics, mentre que Osnabrück va ser utilitzada pels protestants. on

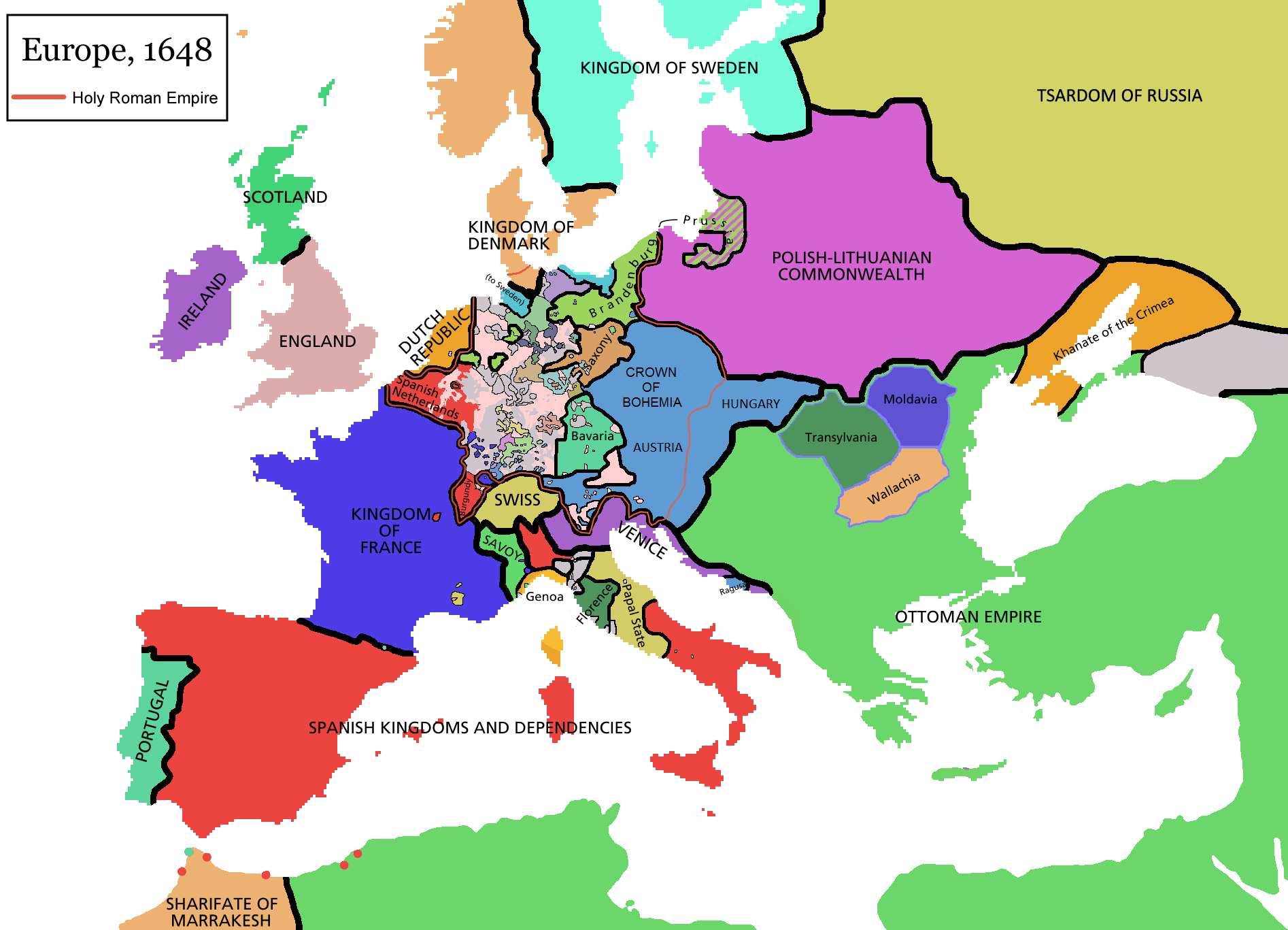
Mapa d'Europa després del Tractat de Westfàlia (s'inclou alguna frontera derivada del Tractat dels Pirineus de 1659)

Va ser la primera gran conferència de pau en la història d'Europa occidental. L'aliança amb França també va permetre que la República s'incorporés a les discussions. La República es va unir el 1646 i després de diverses setmanes de deliberació amb els ambaixadors espanyols, ja s'havia arribat a un primer acord, una treva durant vint anys. En virtut del tractat d'aliança amb França, la República no podia fer la pau amb Espanya per si sola i els francesos van fer grans exigències per a la pau. La clemència d'Espanya davant les demandes de la República i la desconfiança dels francesos van provocar moltes discussions a la República, tant als col·legis governamentals com al carrer, sobre com s'hauria de tractar. Es va decidir involucrar els francesos en una pau, però si feien demandes poc raonables, la República conclouria una pau separada.
La segona ronda de negociacions va buscar una pau, els termes preliminars de la qual es van signar el 8 de gener de 1647. No es va poder arribar a cap acord amb França perquè no paraven de plantejar noves demandes, i els Estats van decidir fer la pau amb Espanya sense França. El 30 de gener de 1648 es va aprovar el text definitiu de pau, que va ser enviat a La Haia i Madrid per signar. La pau es va jurar solemnement el 15 de maig.
Els resultats del tractat van ser de gran amplitud. Entre altres coses, els Països Baixos guanyaven la independència d'Espanya, es donava fi a la Guerra dels Vuitanta Anys, i Suècia guanyava la Pomerània Occidental, Wismar, Bremen i Verden. El poder de l'emperador es trencava, i els governants dels estats alemanys podien determinar una altra vegada la religió de les seves terres. El tractat també donava reconeixement legal als calvinistes. Tres noves grans potències internacionals sorgiren d'aquesta pau: Suècia, les Províncies Unides Holandeses i França. Tot i que el temps de Suècia com a gran potència seria breu.
La majoria dels termes del tractat es poden atribuir al treball del Cardenal Juli Mazzarino, que llavors era de facto el líder de França. França sortia de la guerra en una posició molt millor que qualsevol altra potència i va poder dictar bona part del tractat.
Un altre resultat important del tractat és que va posar fi a la dominació secular del Sacre Imperi Romanogermànic sobre tot el món cristià. L'estat nació passava a ser el nivell més alt de govern, sense estar subordinat a cap altre.

### Principis
Els principis essencials de la Pau de Westfàlia eren:
- La Pau de Praga s'incorporava a la Pau de Westfàlia (que incorporava la Pau d'Augsburg, encara que els seus territoris, que van ser restablerts per la Pau de Praga es restabliren un altre cop de 1624 a 1627, cosa que ajudava els protestants. Els calvinistes esdevenien així internacionalment reconeguts i l'Edicte de Restitució es rescindia una altra vegada. El primer Règim de Speyer s'acceptava internacionalment.
- Hi havia també ajustaments territorials:
  - França obtenia els bisbats de Metz a la Lorena, Toul, Verdun sur Meuse, i tota l'Alsàcia[18] excepte Mülhausen, que es va convertir en la República de Mülhausen,[19] i Estrasburg. També adquiria un vot a la Dieta Imperial.
  - Suècia aconseguia la Pomerània Occidental i els bisbats de Bremen-Verden i Stettin. Guanyava el control de la desembocadura dels rius Oder, Elba, i Weser, i un vot a la Dieta Imperial.[20] Es va convertir en la potència homogènia del mar Bàltic, sobretot gràcies a la revolució militar interna que va ser organitzada per Gustau II Adolf. Gràcies a aquest canvi en armament, velocitat i estratègia va guanyar totes les batalles a les quals es va presentar sobretot contra Dinamarca amb la qual el 1645 va firmar una pau, i Dinamarca va perdre totes les seves possessions del Bàltic i d'Escandinàvia.
  - Baviera va conservar la seva dignitat electoral que havia guanyat a l'inici de la guerra, creant-se un nou (el vuitè) estament electoral que escollia el Sacre Emperador Romà.[21]
  - Brandenburg-Prússia rebia la Pomerània Oriental, els bisbats secularitzats de Halberstadt i Minden i el dret de successió del també secularitzat Arquebisbat de Magdeburg.[22]
  - L'Antiga Confederació Suïssa era reconeguda com a nació plenament independent tot i que ja estaven fora de la legislació imperial pel tractat de Basilea de 1499 que va cloure la Guerra de Suàbia.[23]
  - La República de les set Províncies Unides dels Països Baixos (Països Baixos Protestants) era reconeguda com a nació independent (abans de la seva rebel·lió un segle abans, havia estat una possessió dels Habsburg hispànics).[24]
  - Els diversos estats alemanys independents (aproximadament 360) tenien el dret a exercir la seva pròpia política exterior, però no podrien fer la guerra contra el Sacre Emperador Romà. L'Imperi globalment encara podria fer la guerra i signar tractats.
  - Es prohibia l'elecció dels emperadors romans vivente imperatore (l'elecció del proper emperador abans de la seva mort, que de fet governava).
  - L'Electorat del Palatinat (Kurpfalz) es dividia entre el restablert Elector Palatí Carles Lluís (fill i hereu de Frederic V del Palatinat) i l'Elector i Duc Maximilià I de Baviera (i per tant entre els protestants i els catòlics). Carles Lluís obtenia la part occidental, prop del Rin (incloent-hi el que més tard seria el Palatinat de Renània i l'àrea al voltant de Heidelberg), i Maximilià mantenia l'Alt Palatinat,[25] que era una entitat separada de Baviera des de 1253.

La monarquia hispànica, que fins al regnat de Felip III de Castella s'havia mantingut com la primera potència d'Europa, amb Felip IV ja comença a mostrar clares senyals de decadència, que es palesaran sobretot després d'aquesta Pau, ja que en reconèixer la independència de les Províncies Unides va quedar trencada la ruta de comunicació entre el Nord d'Itàlia i Bèlgica, anomenat el camí dels espanyols ja que França ja controlava Lorena.

## Conseqüències

### Polítiques
La Pau de Westfàlia va suposar modificacions en les bases del Dret internacional, amb canvis importants encaminats a assolir un equilibri europeu que impedís a uns estats imposar-se a uns altres. Els efectes d'aquesta pau es van mantenir fins a les guerres i revolucions nacionalistes del segle xix. També, va suposar la desintegració de la república cristiana i l'imperialisme de Carles V i, a més, es van propugnar principis com el de la llibertat religiosa "inter estats". Així cada estat adoptava com a pròpia i oficial la religió que tenia en aquell moment.
Enfront de la visió castellana i del Sacre Imperi d'una universitas christiana, van triomfar les idees franceses que exaltaven la raó d'Estat com a justificació de l'actuació internacional. L'Estat substituïa a altres institucions internacionals. Per tant, l'Estat deixava d'estar subjecte a normes morals externes a ell mateix i cada un tenia dret a dur a terme aquelles actuacions que el poguessin engrandir.
També, per primera vegada s'accepta el principi de "sobirania territorial", el de "no ingerència en assumptes interns d'altres estats" i el tracte d'igualat entre ells, independentment de la seva grandària o força. Tot i que, a la pràctica, els resultats van ser molt diferents dels esperats, ja que alguns estats petits van ser absorbits per França i van acabar perdent la seva identitat. En canvi, els estats que formaven part del Sacre Imperi se'ls va reconèixer una autonomia molt major de la que ja tenien.

### Religioses
L'altre gran perjudicat va ser el papa, que va deixar definitivament d'exercir un poder temporal significatiu en la política europea. Aquesta pau va suposar la fi dels conflictes militars apareguts a conseqüència de la Reforma protestant i la Contrareforma. Després de Wesfàlia la religió va deixar de ser posada com a "casus belli". Fins aquell moment, els motius de totes les guerres eren les diferències religioses; amb aquesta pau es va començar a deixar enrere aquest concepte.
Per això es diu que la Pau de Westfàlia inicia la diplomàcia moderna, en marcar el començament del sistema modern d'estats nació (o "estats westfalians"). Això és degut al fet que és la primera vegada que es dona el reconeixement mutu de la sobirania de cada país. Les següents guerres europees no seran sobre assumptes de religió, sinó que resoldran assumptes d'estat. Això va permetre futures aliances entre els poders catòlics i protestants, donant lloc a un cert nombre de re-alineacions essencials. També va consolidar les divisions internes d'Alemanya, la qual cosa l'impedí d'unificar-se en una nació manifesta. Adolf Hitler va fer conèixer les seves queixes al llibre Mein Kampf sobre com el Tractat de Westfàlia havia consolidat les divisions internes d'Alemanya durant dos segles, dificultant el seu desenvolupament unitari i impedint-li bastir imperis colonials com havien fet França i l'Imperi Britànic. És la Pau de Westfàlia la que se cita més sovint com el fonament per estudiar relacions internacionals.

## Visions actuals
El 1998 en un simpòsium sobre la importància política de la Pau de Westfàlia de 1648, el llavors secretari general de l'OTAN, Javier Solana, va dir que "humanitat i democràcia [eren] dos principis essencialment irrellevants en l'ordre westfalià original" i criticava que "el sistema westfalià tenia els seus límits. Per a un costat, el principi de sobirania depenia de la rivalitat, que a més produïa la base per a més rivalitat, no per la comunitat d'estats; exclusió, no integració."
L'any 2000, el llavors Ministre d'Assumptes Exteriors d'Alemanya Joschka Fischer es referia a la Pau de Westfàlia en el seu Discurs de Humboldt, en el qual sostenia que el sistema de política europea establert per Westfàlia era obsolet: "El cor del concepte d'Europa després de 1945 era i encara és un rebuig del principi d'equilibri de poders europeu i de les ambicions hegemòniques d'estats individuals, que havia emergit després de la Pau de Westfàlia el 1648, un rebuig que prenia la forma d'un teixit més proper d'interessos vitals i el trasllat dels drets de sobirania dels estats nació a les institucions europees supranacionals."